# Halimium atlanticum
Halimium atlanticum là một loài thực vật có hoa trong họ Nham mân khôi. Loài này được Humbert & Maire mô tả khoa học đầu tiên năm 1926.